# Emil Höring

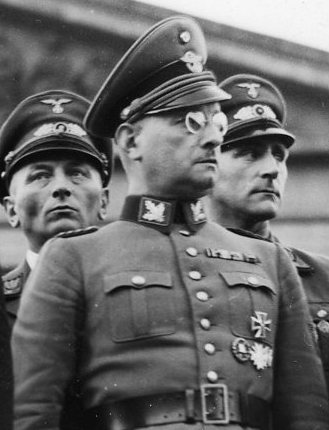
Emil Höring

Emil Höring (* 1. Dezember 1890 in Westheim bei Germersheim, Pfalz; † 2. Juni 1973 in Würzburg) war ein deutscher Polizeioffizier und SS-Führer, zuletzt Generalleutnant der Polizei und SS-Gruppenführer im Zweiten Weltkrieg.

## Leben
Höring trat 1909 als Fahnenjunker ins 18. Infanterie-Regiment der Bayerischen Armee ein und absolvierte die Kriegsschule in München. Als Leutnant bzw. Oberleutnant (ab 1915) nahm er durchgehend am Ersten Weltkrieg teil und wurde mehrfach ausgezeichnet im September 1920 aus der Armee entlassen. Anschließend trat er im Rang eines Oberleutnants in den Dienst der Bayerischen Landespolizei ein, wo er im Januar 1923 zum Hauptmann und Anfang Juni 1933 zum Major befördert wurde. 
Im August 1935 wurde er infolge der Auflösung der Bayerischen Landespolizei in die Gendarmerie übernommen. Der NSDAP trat er zum 1. Mai 1937 bei (Mitgliedsnummer 4.402.533). Im Zuge des Anschluss Österreichs übernahm er ab dem 11. März 1938 leitetende Polizeifunktionen in Salzburg. Von Dezember 1938 bis September 1939 war er Inspekteur der Ordnungspolizei (IdO) in Reichenberg im Reichsgau Sudetenland. Im April 1939 wurde er als Standartenführer in die Allgemeine SS aufgenommen (SS-Nummer 337.746) und wurde SS-Führer beim Stab des SS-Oberabschnitts „Elbe“ in Dresden.

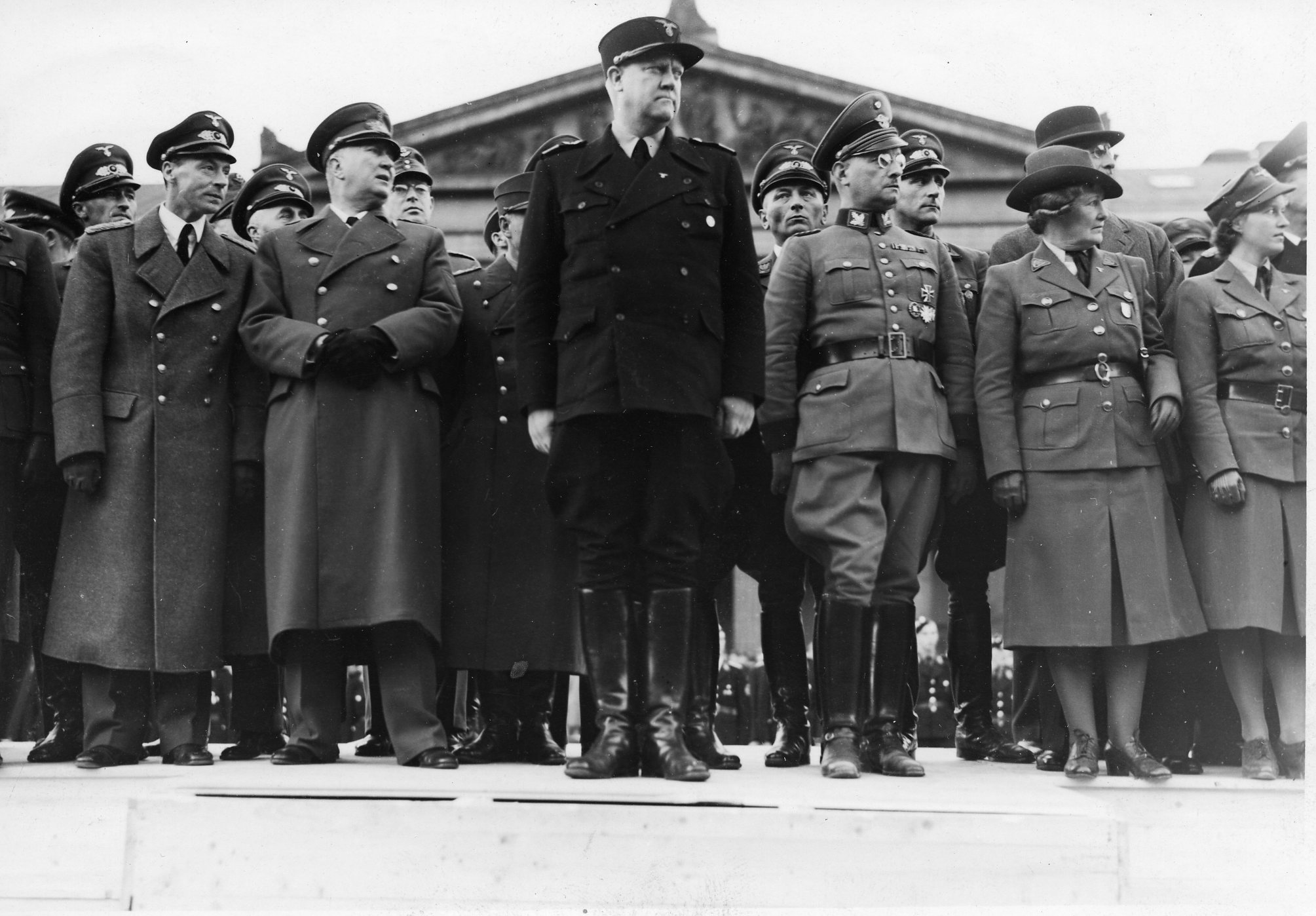
Emil Höring als Befehlshaber der Ordnungspolizei (BdO), rechts von Vidkun Quisling (in Schwarz), in Oslo, Norwegen 1942.

Nach Beginn des Zweiten Weltkrieges war er von Anfang Oktober 1939 bis Dezember 1939 Befehlshaber der Ordnungspolizei (BdO) im Generalgouvernement (Polen) mit Dienstsitz Krakau und anschließend bis Januar 1942 BdO in Dresden. Von Januar 1942 bis Mai 1943 war er BdO beim Reichskommissar für die vom Deutschen Reich besetzten norwegischen Gebiete Josef Terboven mit Dienstsitz Oslo. Von Juni 1943 bis März 1944 war er Generalinspekteur der Gendarmerie, Schutzpolizei der Gemeinden, im Hauptamt Ordnungspolizei und war danach nochmals BdO in Krakau. Danach war er bis zum Kriegsende im Mai 1945 Generalinspekteur der Schulen im Hauptamt Ordnungspolizei. In den letzten Kriegstagen folgte er der sogenannten Rattenlinie Nord nach Flensburg.

## Auszeichnungen
| Hörings SS- und Polizeiränge | Hörings SS- und Polizeiränge                     |
| Datum                        | Rang                                             |
| ---------------------------- | ------------------------------------------------ |
| Dezember 1935                | Oberstleutnant der Gendarmerie                   |
| Dezember 1937                | Oberst der Gendarmerie                           |
| April 1939                   | SS-Standartenführer                              |
| April 1940                   | SS-Oberführer                                    |
| September 1941               | SS-Brigadeführer und Generalmajor der Polizei    |
| August 1943                  | SS-Gruppenführer und Generalleutnant der Polizei |

- Eisernes Kreuz (1914) II. Klasse und I. Klasse
- Kriegsverdienstkreuz I. (1942) und II. Klasse (1941) mit Schwerten
- Ehrendegen des Reichsführers SS
- SS-Ehrenring